# Krepšinio klubas Naglis Palanga
Il K.K. Naglis Palanga è una società cestistica avente sede nella città di Palanga, in Lituania. Fondata nel 1999, gioca nel campionato lituano.